# 157 (szám)
A 157 (százötvenhét) a 156 és 158 között található természetes szám.
Prímszám és megegyezik a két szomszédos prímszám (151 és 163) számtani középértékével, ezért kiegyensúlyozott prím:
{\displaystyle 157=\textstyle {\frac {151+163}{2}}}
Mírp.